# Dba (luchtvaartmaatschappij)

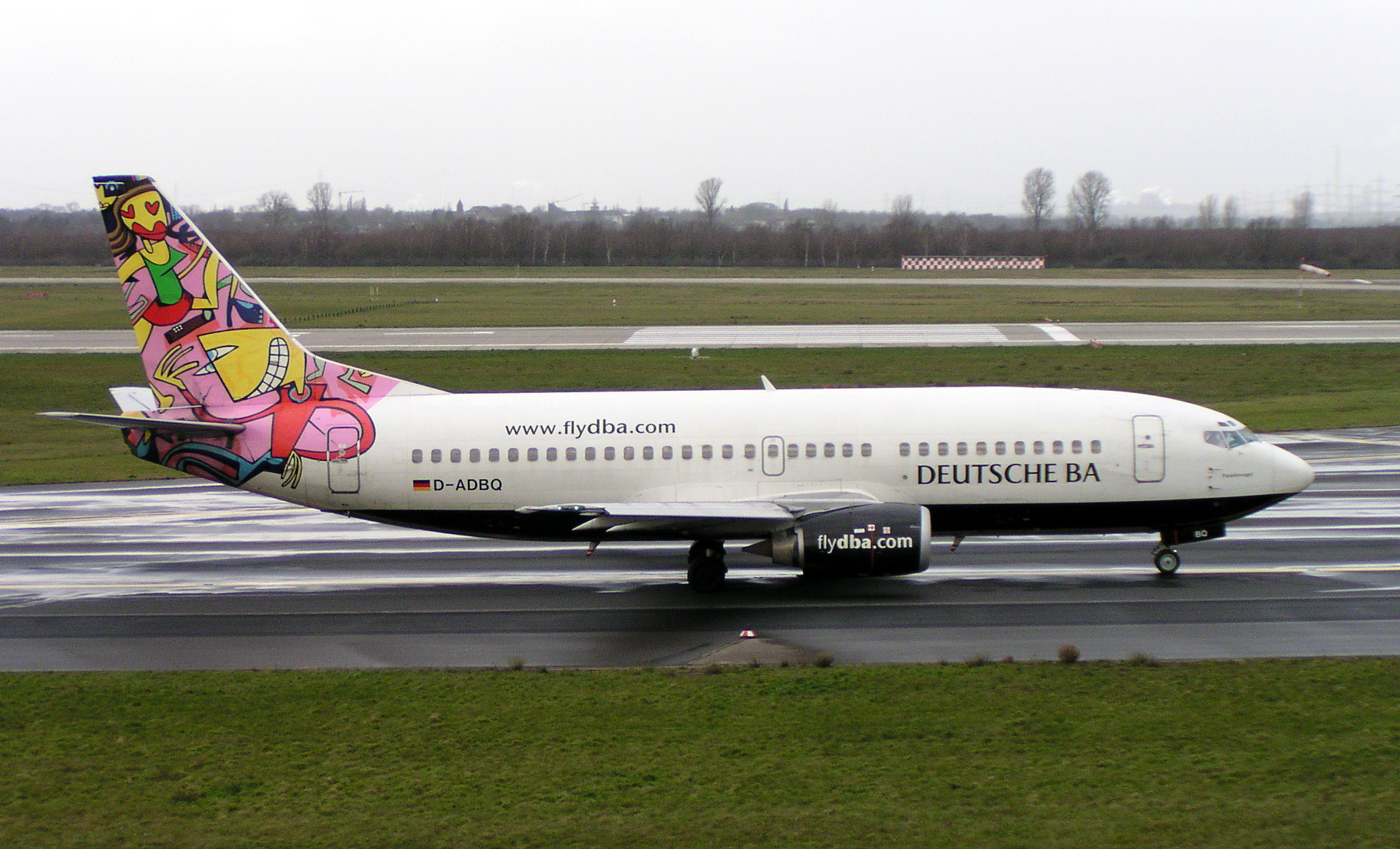
Boeing 737-300 van dba. Dit toestel werd later gekocht door Helios Airways en crashte op 14 augustus 2005

Dba (dba Luftfahrtgesellschaft mbH) was een lowbudget-luchtvaartmaatschappij met als thuishaven München in Duitsland. Zij leverde reguliere binnenlandse en buitenlandse diensten en ook charters naar Europa en Noord-Afrika. Na de overname van de maatschappij door Air Berlin bleef de naam dba nog een aantal maanden in gebruik, maar de merknaam is vanaf april 2007 verdwenen en de toestellen zijn in de kleuren van Air Berlin overgespoten.

## Codes
- IATA Code: DI
- ICAO Code: BAG
- Roepletters: Speedway

## Geschiedenis
De luchtvaartmaatschappij werd in maart 1992 opgezet en begon in juni 1992 met het leveren van diensten. Zij werd opgezet toen British Airways (BA) 49% van de aandelen in de regionale luchtvaartmaatschappij Delta Air (gestationeerd op Friedrichshafen) kocht en haar naam veranderde in Deutsche BA. British Airways kocht na de liberalisatie van de Europese luchtvaartmarkt in april 1997 de overige aandelen van dba.
In mei 2000 werd Bob Ayling vervangen door Rod Eddington als de Chief Executive van British Airways, die de gang van zaken binnen de BA nader ging bekijken. Uit een van de eerste resultaten bleek dat haar Duitse tak in 2001 een verlies had gedraaid van £15 miljoen.
Op 3 mei 2002 deelde easyJet mee Go Fly, een voormalige hulpbedrijf van BA, te willen kopen. EasyJet kondigde op 8 mei 2002 ook aan een overeenkomst met BA getekend te hebben inzake aankoop van dba door easyJet. EasyJet had tot 31 maart 2003, of na verlenging, tot 3 juli 2003 om de luchtvaartmaatschappij te kopen. Gedurende deze periode zou dba nog volledig onder de controle van BA blijven. EasyJet had echter wel invloed op de gang van zaken: zij leverde drie managers aan het Duitse bedrijf, gaf een contributie van £3 miljoen aan de uitgaven van het bedrijf en betaalde BA maandelijks £366.000. In maart 2003 kondigde easyJet echter aan Deutsche BA toch niet te willen kopen, met als reden de economische ontwikkelingen en de werknemerswetten in Duitsland.
In juni 2003 maakte BA bekend Deutsche BA te zullen verkopen aan de Intro Verwaltungsgesellschaft voor een symbolisch bedrag van € 1. Daarbij zou BA £ 25 miljoen weggeven om zo een eenmalige (eenjarige) garantie voor de luchtvloot van Deutsche Ba te geven, die bestond uit 16 Boeing 737s. Hier tegenover stond dat BA 25% van de winst tot aan juni 2006 zou krijgen. De nieuwe naam van het bedrijf werd dba.
Dba kondigde in maart 2005 aan haar rivaal, de luchtvaartmaatschappij Germania Express (gexx) te willen kopen. Hierdoor zou het na Lufthansa en Air Berlin de grootste luchtvaartmaatschappij van Duitsland worden. Dba accepteerde in april 2005 de nationale Griekse luchtvaartmaatschappij Olympic Airlines te helpen.
Aan het einde van het fiscale jaar, op 31 maart 2005, kondigde dba aan dat ze voor het eerst winst had gemaakt: een bedrag tussen één miljoen euro en twee miljoen euro  op een omzet van zo'n 265 miljoen euro. Tegen het einde van maart 2005 had dba het laatste jaar 3 miljoen reizigers vervoerd. De luchtvaartmaatschappij was in bezit van Intro Verwaltungsgesellschaft (80%) en Martin Gauss en Peter Wojahn (20%). Zij had 660 (2005) mensen in dienst.
Op 17 augustus 2006 maakte Air Berlin bekend dat het dba over zou nemen. Dba bleef daarna nog korte tijd als zelfstandige dochtermaatschappij functioneren, maar tickets waren reeds te boeken via Air Berlin. Vanaf april 2007 is de merknaam dba echter van de markt verdwenen.

## Luchtvloot
De luchtvloot van dba bestond uit de volgende vliegtuigen (januari 2006):
- 13 Boeing 737-300's
- 1 Boeing 737-500
- Nog geen Boeing 737-700/800's (40 op bestelling)
- 12 Fokker 100's